# Makarena Pinto
Makarena Daisy Pinto Adasme (Santiago, 15 de agosto de 1988) es una gimnasta chilena. Se desempeña en gimnasia artística en las disciplinas de Suelo, Salto, Barras asimétricas, Barra de equilibrio, y es seleccionada nacional de su país.

## Trayectoria deportiva
Makarena comenzó a practicar gimnasia a los 6 años. Tras sus inicios en el Club Palestino, dio un salto cualitativo al pasar al Club Deportivo Universidad Católica, donde se mantuvo hasta los 15 años, tras participar en diversos torneos a nivel nacional.
En el 2006 participó en sus primeros Juegos Suramericanos en Buenos Aires, Argentina, donde pasó a la final de Salto, terminando en la 6.ª posición.
En el 2007, se alejó de la alta competencia durante dos años, período en el que decidió estudiar Educación Física y a realizar talleres de gimnasia en el destacado colegio Nido de Águilas, en la ciudad de Santiago, lo que la llevó a reencantarse con la gimnasia nuevamente. Tras un año de entrenamiento de forma individual, comenzó a trabajar con su entrenador Emilio Cubillos, retomando la actividad y dando inicio a una sólida carrera.
En el año 2010 clasificó a la Copa del Mundo de Gimnasia en Glasgow, Escocia, donde obtuvo el tercer lugar en Salto con un puntaje total de 13,725. Ese mismo año, volvió a quedarse con el bronce en la Copa del Mundo de Gimnasia realizada en Stuttgart, Alemania, con un puntaje de 13,575.
Al año siguiente, se quedó con el segundo lugar en la Copa Challenger B de Doha, Catar, revalidándolo en el Campeonato Sudamericano de Gimnasia Artística de 2011 de Chile, donde obtuvo medalla de plata en Salto y medalla de bronce como equipo representando a su país. En el 2012 volvía a quedarse con el bronce por equipos en el Sudamericano de Rosario en Argentina, y obtuvo un nuevo tercer lugar en la Copa del Mundo de Gimnasia, esta vez en Ostrava, República Checa.
En el 2013, estuvo a un paso de convertirse en medallista de bronce panamericana en los juegos de la especialidad realizados en Puerto Rico, pero en la última rutina, la cubana Leidys Perdomo la superó, quedándose con el tercer lugar.
En el 2014 brilló en los Juegos Suramericanos de Santiago, al obtener medalla de bronce en Salto, bronce en el All Around y la plata como equipo, en lo que sería un resultado histórico para la gimnasia chilena.
Previo a su participación en los Juegos Panamericanos de 2015, Makarena volvió a quedarse con un tercer lugar en Copa del Mundo, esta vez disputado en Anadia, Portugal, con un puntaje de 14,387.

## Vida personal
Makarena es titulada de Pedagogía en Educación Física de la Universidad Andrés Bello.
El año 2013, participó en el programa de televisión Salta si puedes de Chilevisión, en donde famosos eran retados a realizar el mejor salto a una piscina desde un trampolín o plataforma, donde terminó 9ª de entre 31 participantes.